# Pygopleurus bimaculatus
Pygopleurus bimaculatus là một loài bọ cánh cứng trong họ Glaphyridae. Loài này được Redtenbacher miêu tả khoa học năm 1850.